# 増元裕子
増元 裕子（ますもと ゆうこ、1993年6月1日 - ）は、大阪府出身、和歌山県育ちの元女優。東宝芸能に所属していた。血液型はA型、身長167.5cm、靴のサイズ24.0cm。東海大学付属望星高等学校卒業。

## 略歴
- 2006年1月9日、第6回東宝「シンデレラ」オーディションで池澤あやかと共に審査員特別賞に選ばれる。
- 2007年3月に上京。
- 2012年3月31日を以って東宝芸能、及び芸能界卒業を自身のブログで発表。

## 出演作品

### 映画
- ラフ ROUGH（2006年、東宝） - 中学生 役
- 7月24日通りのクリスマス（2006年、東宝） - 美少女棋士 役
- うた魂♪（2008年、日活） - 岡田佐緒里 役

### テレビドラマ
- プロポーズ大作戦（2007年4月16日 - 2007年6月25日、フジテレビ系） - 高校生（クラスメイト） 役
- テレビ愛知開局25周年記念ドラマ「青春カムバック!?メタボリック☆ばんど!」（2008年9月23日、テレビ東京系） - 田中恵 役
- 小公女セイラ（2009年10月17日 - 12月19日、TBS系） - 森川瑞希 役
- とめはねっ! 鈴里高校書道部（2010年1月7日 - 2月11日、NHK） - 烏丸明子 役
- ハンマーセッション!（2010年7月10日 - 9月18日、TBS） - 安藤岬 役
- 堀江☆ブギーデイズ（2012年1月26日 - 、関西テレビ） - ヤヨイ 役

### DVD
- ENERGY エナジー[1]（2008年、ぶんか社）

### PV
- 大塚ちひろ「恋花火」（2007年、ビクターエンタテインメント）

### CM
- 城南予備校（2009年 - ） - イメージキャラクター

### ラジオ
- TOKYO FM デジタルラジオ 701ch 「THE ROOMS」（2006年 - 2007年）